# OpenWrt
OpenWrt es un firmware basado en una distribución de Linux empotrada en dispositivos tales como routers personales.
El soporte originalmente fue limitado al modelo Linksys WRT54G, pero desde su rápida expansión se ha incluido soporte para otros fabricantes y dispositivos, incluidos el Netgear, D-Link, ASUS y algunos otros. El enrutador más popular sigue siendo el Linksys WRT54G y el ASUS WL500G. OpenWrt utiliza principalmente una interfaz de línea de comando, pero también dispone de una interfaz web en constante mejora. El soporte técnico es provisto como en la mayoría de los proyectos de Software Libre, a través de foros y su canal IRC.
El desarrollo de OpenWrt fue impulsado inicialmente gracias a la licencia GPL, que obligaba a todos aquellos fabricantes que modificaban y mejoraban el código, a liberar este y contribuir cada vez más al proyecto en general. Poco a poco el software ha ido creciendo y se encuentran características implementadas que no tienen muchos otros fabricantes de dispositivos comerciales para el sector no profesional, tales como QoS, VPN y otras características que dotan a OpenWrt de un dispositivo realmente potente y versátil, apto para utilizar los hardware donde corre OpenWrt no solo para utilizarlos como routers, sino como servidores de archivo, nodos P2P, servidores de cámaras web, firewall o puertas de acceso VPN.

## Origen de OpenWrt
El proyecto OpenWrt inició en enero de 2004. Las primeras versiones del firmware OpenWrt estuvieron basadas en el código fuente GPL de Linksys para el enrutador WRT54G y el buildroot desarrollado por el proyecto uClibc. Esa versión fue denominada por el nombre OpenWrt "versión estable" y fue ampliamente utilizada.
A inicios del año 2005 nuevos desarrolladores se unieron al equipo. Después de algunos meses de desarrollo a puerta cerrada, el equipo decidió publicar la primera versión "experimental" de OpenWrt. Las versiones experimentales emplean un sistema de construcción altamente modificado, basado en buildroot2 del proyecto uClibc.
OpenWrt utiliza los fuentes del kernel GNU/Linux oficiales y solamente agrega parches relacionados con los SoC objetivo y controladores para las interfaces de red. El equipo de desarrollo intenta re-implementar la mayor parte del código propietario dentro de los archivos tar (tarballs) suministrados por los diferentes fabricantes. Existen varias herramientas libres para escribir nuevas imágenes de firmware a la memoria flash (mdt), para configurar el chip de red inalámbrica (wlcompat/wificonf), y para programar el interruptor ethernet con soporte VLAN mediante el pseudo-sistema de archivos proc.
El nombre código de la primera versión liberada de OpenWrt es "White Russian". El desarrollo de la versión White Russian finalizó con la liberación de OpenWrt 0.9. Las subsecuentes liberaciones eliminaron el prefijo '0.' del esquema de numeración de la versión, e incluyeron el año de liberación de la versión en particular. Consecuentemente, OpenWrt 7 y 8, ambos de la corriente "Kamikaze" fueron liberados entre 2007-2008. En 2010 OpenWrt 10 estuvo listo en una nueva línea de versión con el nombre código "Backfire". Posteriormente le siguió la versión 15, "Chaos Calmer", liberada el 16 Mar 2016.
En 2018, el proyecto OpenWrt se fusionó con el proyecto LEDE, de similares características, comenzando entonces a trabajar en una versión conjunta que fue lanzada en forma estable el 31 de julio de 2018 bajo el nombre "OpenWrt 18.06.0".

## Historial de Versiones
Versión en desarrollo
- Trunk snapshots 	continuamente

Versión estable
- 18.06.2 	 enero de 2019 	 r7676
- 18.06.1 	 agosto de 2018 	 r7258
- 18.6.0 	 julio de 2018 	 r7188
- Chaos Calmer 15.05.1 	 16 de marzo de 2016
- Barrier Breaker 14.07 	octubre de 2014 	Barrier Breaker 	r42625
- Attitude Adjustment 12.09 	abril de 2013 	Attitude Adjustment 	r36088
- Backfire 10.03.1 	diciembre de 2011 	Backfire 	r29592
- Backfire 10.03 	abril de 2010 	Backfire 	r20728
- Kamikaze 8.09.2 	enero de 2010 	Kamikaze 	r18801
- Kamikaze 8.09.1 	junio de 2009 	Kamikaze 	r16278
- Kamikaze 8.09 	septiembre de 2008 	Kamikaze 	r14510
- Kamikaze 7.09 	septiembre de 2007 	Kamikaze 	r7831
- Kamikaze 7.07 	julio de 2007 	Kamikaze 	r7832
- Kamikaze 7.06 	junio de 2007 	Kamikaze 	r7204
- White Russian 0.9 	enero de 2007 	White Russian 	r6257

El esquema para designación de los números de versión para la línea estable de OpenWrt está compuesto por el año y mes en que se ha creado el ramal para la nueva versión estable (branch). Un tercer número indica si se trata de una liberación del tipo servicio o provisional.